# Koninklijke Harmonie Vreugd in Deugd
De Koninklijke Harmonie "Vreugd in Deugd" is een harmonieorkest uit Zichen-Zussen-Bolder, een deelgemeente van Riemst in de Belgische provincie Limburg. Ze werd in 1899 opgericht als tweede muziekvereniging in het dorp.

## Geschiedenis
Dirigent bij de oprichting was Gustaaf Francis De Pauw, hij bleef in functie tot 1922. Het harmonieorkest nam in die tijd al deel aan muziektornooien te Thorn (Limburg) (Nederland) in 1912 en te Mechelen-aan-de-Maas in 1913. De Pauw werd opgevolgd door componist en dirigent Arthur Meulemans, die het muzikaal niveau van het orkest stevig verhoogde. De verbinding met deze muziekmeester kwam opnieuw tot uitdrukking in de uitnodiging van de stad Aarschot, geboortestad van Meulemans, om in 1984 als vertegenwoordiger der liefhebberskorpsen een concert te verzorgen naar aanleiding van diens honderdste geboortejaar. 
Gedurende 35 jaar heeft Marcel Tans (Ciele), een echte Zussenaar, de dirigeerstok ter hand gehad en men is hem de vader van de harmonie gaan noemen. Ook onder zijn leiding werden grote successen behaald. Na het overlijden van Tans stapte men met André Vergauwen een nieuwe en rijke periode tegemoet. In vijf jaar werd de harmonie driemaal kampioen van Limburg binnen de 'Limburgse Muziek Federatie' (LMF) en behaalde onder meer de Gouden medaille van de stad Brussel en de Erepenning van het Koninklijk Muziekverbond van België. 
In 1992 werd Nico Neyens dirigent van het orkest en een jaar later behaalde de harmonie te Lanaken tijdens het provinciaal muziektornooi de kampioenstitel in de afdeling uitmuntendheid met promotie naar de ere-afdeling. Te Eeklo in september 1994 werd het orkest nationaal kampioen. Tijdens de internationale muziekwedstrijd van de stad Antwerpen in 1995 behaalde de vereniging de gouden medaille. In 1998, behaalde men te Zepperen de provinciale kampioenstitel in ere-afdeling. Het jaar 1999 stond in het teken van het honderdjarig bestaan van de vereniging. 
Aan het begin van het nieuwe millennium  werd Harry Cober uit het Nederlandse Thorn als nieuwe dirigent aangesteld. Vanaf 2002 stond het orkest onder leiding van dirigent Sandro Moretti. Met hem werd in 2005 tijdens het provinciaal muziektornooi te Beringen een goed resultaat in de ere-afdeling behaald. In 2007 werd de Nederlander Jos Zegers aangesteld om de harmonie verder te leiden. Met hem werd in 2010 de eerste meerdaagse buitenlandse concertreis georganiseerd naar het Duitse Bamberg. Steven Walker volgde hem in 2012 op. Onder zijn leiding werden twee concertreizen georganiseerd naar Straatsburg en Makkum in respectievelijk 2014 en 2018. In 2021 werd Jan Rypens aangesteld om de harmonie verder te leiden.

## Vereniging
Anno 2023 beschikt de vereniging naast het 50-koppige harmonieorkest ook over een junioren- en seniorendrumband, een toneelkring "Kunst en Vermaak", een jeugdharmonie en een hofkapel.